# Z Piscium
Z Piscium (Z Psc) és un estel variable a la constel·lació dels Peixos. S'hi troba a una distància aproximada de 1.520 anys llum del sistema solar.
Z Piscium és un estel de carboni de tipus espectral CV2 amb una temperatura superficial de 3.170 ± 130 K. La seva lluminositat bolomètrica —considerant totes les longituds d'ona— és 5.550 vegades major que la lluminositat solar. La mesura del seu diàmetre angular en banda K —4,91 ± 0,7 mil·lisegons d'arc— permet estimar el seu diàmetre real, unes 250 vegades més gran que el solar; aquest valor, en dependre de la distància, és només aproximat. Quant a la seva massa, d'acord a models teòrics aquesta pot ser d'1 ó 2 masses solars. En els estels de carboni, al contrari que en la major part dels estels incloent al Sol, l'abundància de carboni és major que la d'oxigen; així, la relació carboni-oxigen en Z Piscium és de 1,014. A més, són estels que experimenten una important pèrdua de massa estel·lar; Z Piscium ho fa a raó de 6,1 × 10-8 masses solars per any.
Catalogada com a variable semiregular SRB, la lluentor de Z Piscium varia entre magnitud aparent +8,8 i +10,1 en un període de 144 dies.